# La Traversée du miroir
La Traversée du miroir est une émission hebdomadaire diffusée depuis le 11 janvier 2009, sur France 5 et présentée par Patrick Poivre d'Arvor.
PPDA annonce en mai 2012 l'arrêt de l'émission.

## Concept
Dans un décor quasi inexistant, PPDA reçoit pendant 52 minutes deux personnalités qui discutent de leur vie avec trois photos qu'ils ont choisies et trois autres photos imposées par la direction du magazine. Les invités débattent entre eux.